# Heilgymnastik
Heilgymnastik (auch Medizinische Gymnastik) ist ein Überbegriff für krankengymnastische (physiotherapeutische) Bewegungsübungen. Diese können passiv, assistiv, aktiv oder resistiv durchgeführt werden. Heilgymnastik wird klassischer Weise durch einen Physiotherapeuten (früher: Krankengymnast) durchgeführt und/oder angeleitet. Der Begriff Heilgymnastik wird in der Physiotherapie auch synonym mit den Begrifflichkeiten Kinesitherapie oder Bewegungstherapie verwendet. Das MTD-Gesetz (Gesetz der Medizinisch-technischen-Dienste, österreichische Gesetzgebung) versteht unter Heilgymnastik (Mechanotherapie, Kinesitherapie) Bewegungstherapie mit allen bewegungstherapeutischen Konzepten und Techniken sowie Perzeptionsschulung und manuelle Therapie der Gelenke. Dazu zählen zum Beispiel: PIR-Techniken (post-isometrische Relaxationstechniken), PNF (propriozeptive neuromuskuläre Fazilitation), manuelle Konzepte (z. B. Maitland, Sachse, Kaltenborn, Cyriax etc.), Techniken zur Mobilisation von Binde-, Nerven- und Muskelgewebe (Faszientechniken, osteopathische Mobilisationstechniken, craniosacrale Mobilisation etc.). Ebenso wird der Bereich der medizinischen Trainingstherapie der Heilgymnastik zugeordnet. Dazu zählt auch die geräteunterstützte Krankengymnastik (MTT-medizinische Trainingstherapie) und die Arbeit mit Hilfsmitteln wie zum Beispiel mit Therabändern, Gymnastikbällen oder Kippbrettern.
Die Heilgymnastik kann als Bereich der Physiotherapie betrachtet werden.
Spezielle (passive, assistive, aktive oder resistive) Übungen und/oder manuelle, vom Therapeuten durchgeführte Maßnahmen, dienen der körperlich-strukturellen Mobilisierung, einer Verbesserung der Körperhaltung, einer Regulierung (z. B. Kräftigung, Dehnung, Koordination) der Muskulatur oder Nerven und steigern das Körperbewusstsein bei dem Patienten.
Die Heilgymnastik dient beispielsweise im orthopädischen Umfeld der Vorbeugung und Beseitigung von Schäden des Haltungs- und Bewegungsapparates. In den Bereichen der Inneren Medizin fördert sie weitreichend die Funktionstüchtigkeit des Kreislaufs, beispielsweise durch Kreislauf- und Lungenfunktionstraining (Atemtherapie).
Anwendungsgebiete der Heilgymnastik sind u. a.:
- Orthopädie
- Chirurgie
- Neurologie
- Pädiatrie
- Schwangerschaftturnen
- Osteoporosegymnastik
- Rehabilitationsübungen (nach Unfällen und Operationen)
- Pulmologie

Die Heilung betroffener Körperregionen soll durch Heilgymnastik sowohl bewusst und intensiv gefördert als auch beschleunigt werden (siehe dazu: Rehabilitation, Sensomotorik).
In diesem Sinne steht sie in einem Zusammenhang mit den verschiedenen Formen der traditionsreichen fernöstlichen Heilgymnastik (Qi Gong u. a.), welche sich besonders seit den letzten 20 Jahren des 20. Jahrhunderts auch in Europa einer großen Beliebtheit erfreuen und erfolgreich in die europäischen Formen physiotherapeutischer Methodik einfließen.

## Geschichte der Heilgymnastik

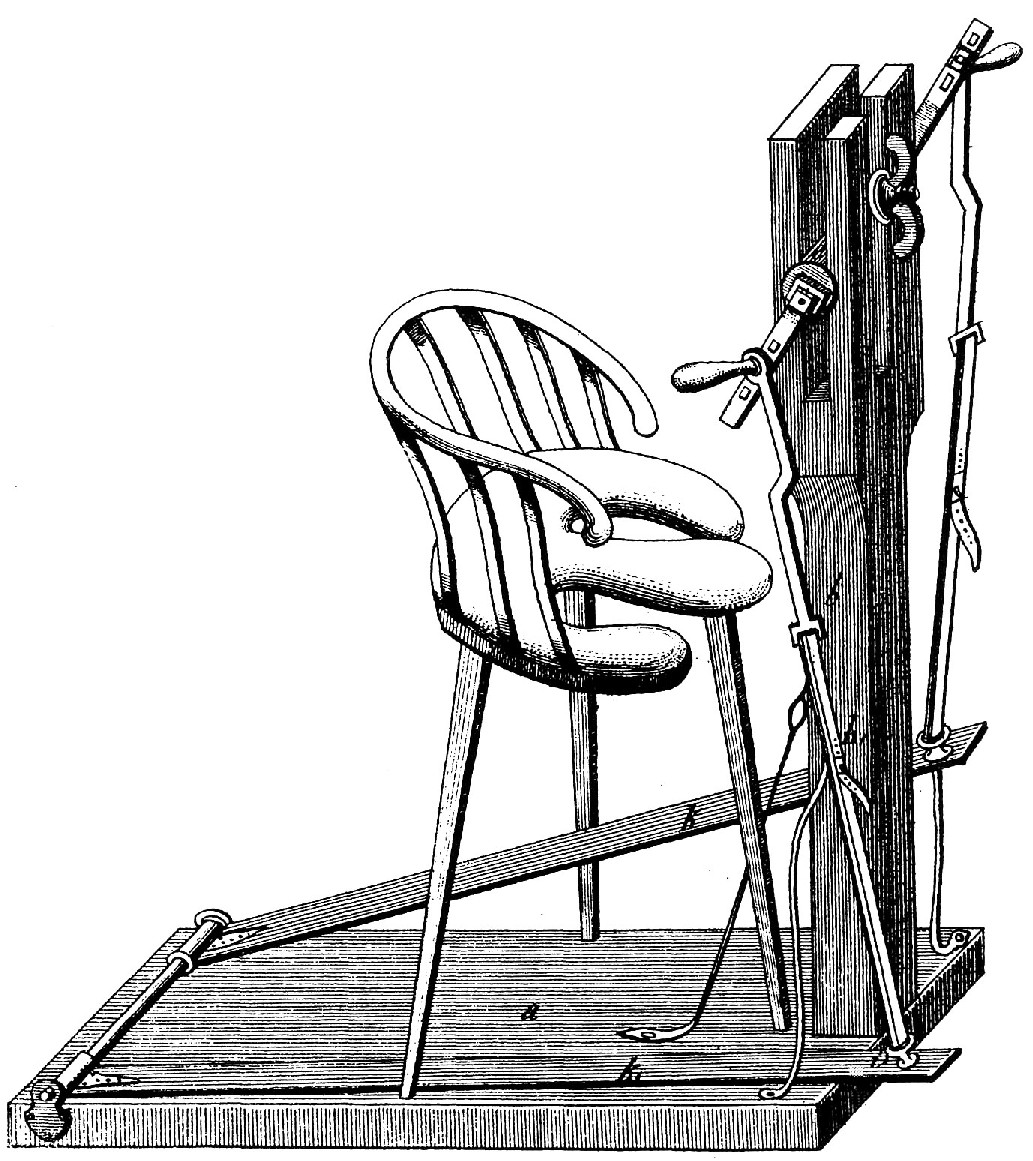
Klingerts Gerät (1810)

Heilgymnastische Bewegungsübungen sind bereits für die Zeit um 2500 v. Chr. in China nachweisbar. Der griechische, in Rom tätig gewesene Arzt Soran beschrieb im zweiten Jahrhundert nach Christus Übungsverfahren mit Zug und Gegenzug durch Konstruktionen mit Gurt und Rollen, um Symptome von Extremitätenlähmungen zu lindern. Für die Behandlung unfallchirurgischer Patienten publizierte der Chirurg Ambroise Paré im 16. Jahrhundert unter anderem spezielle bewegungstherapeutische Maßnahmen. Einer der ersten, der in der Neuzeit mechanische Hilfsmittel für die Heilgymnastik erdachte und baute, war Karl Heinrich Klingert aus Breslau. Er publizierte 1810 eine Vorrichtung, die den heutigen Reha-Geräten ähnelte (Shake Weight). Mit ihr konnte man gleichzeitig Arme und Beine trainieren.
Carl Hermann Schildbach war 1875 der erste Arzt, der sich für Heilgymnastik habilitierte.

## Ältere Literatur
- Max Herz: Heilgymnastik (= Physikalische Therapie in Einzeldarstellungen. Heft 5). Ferdinand Enke, Stuttgart 1907.